# Нормандія-Німан
2/30 Нормандія-Німан (фр. 2/30 Normandie-Niémen, рос. Нормандия-Неман) — французький винищувальний авіаційний полк, що дислокується на авіабазі BA118 Мон-де-Марсан. Веде історію від авіагрупи «Нормандія», сформованої 15 вересня 1942 року. Повторно сформований 25 серпня 2011 року. Є правонаступником легендарного французького 1-го винищувального авіаполку «Нормандія-Німан» радянської 1-ї повітряної армії, який під час Другої світової війни воював проти військ країн Осі на радянсько-німецькому фронті.

## Історія

### Друга світова війна

#### Формування авіагрупи
Відразу після початку німецько-радянської війни, лідер «Вільної Франції» генерал Шарль де Голль заявив про підтримку боротьби радянського народу проти Рейху та запропонував СРСР військову допомогу. Однак Кремль на звернення не відповів — Москва мала дипломатичні відносини з урядом Віші.
Після визнання Радянським Союзом «Вільної Франції», в бесіді з послом СРСР Олександром Богомоловим, де Голль повторно наголосив на готовності направити на радянсько-німецький фронт бійців «Вільної Франції». Спочатку мова про авіагрупу не йшла — обговорювалася можливість перекидання механізованої дивізії з Сирії, але через низку політико-дипломатичних розбіжностей ця ідея залишилась нереалізованою.
Ініціатором направлення в Радянський Союз авіапідрозділу виступив командувач військово-повітряних сил «Вільної Франції» генерал Марсьяль Вален з групою офіцерів — полковником Шарлем Люге та капітаном авіації Альбером Мірлесом (надалі саме начальник 2-го відділу ВПС (розвідка) А. Мірлес ніс основну відповідальність за організацію формування та функціонування авіапідрозділу «Нормандія»). 19 лютого 1942 року в Лондоні відбулася неформальна зустріч генерала Валена з військовим аташе СРСР у Великій Британії полковником Пугачовим: Вален висунув пропозицію створити новий підрозділ з льотчиків-добровольців, які за згоди радянського керівництва могли б воювати на радянській техніці. 27 березня Пугачов проінформував Валена, що французьку пропозицію прийнято.
Всю адміністративну роботу з організації авіагрупи № 3 (GC3) провів Альбер Мірлес, який після цього в серпні 1942 року відбув до СРСР як заступник військового представника в СРСР генерала Петі, де сам відвідав місця дислокації групи, вирішив питання її розміщення, харчування й умундирування. Він же обрав тип літака для «Нормандії», сам зустрічав пілотів, а потім вирішував питання поповнення. З радянської сторони питаннями організації французької частини в СРСР займався начальник ГРУ ГШ генерал-майор Олексій Панфілов, але основна частина роботи лягла на полковника (з травня 1943 р. генерал-майора) Степана Тимофійовича Левандовича, який керував імпортним постачанням авіатехніки для ВПС РСЧА і здійснював зв'язок з іноземними військовими місіями.
Авіагрупа № 3 «Нормандія» була сформована на авіабазі Раяк в Сирії (нині територія Лівану). 1 вересня 1942 року остаточний список льотчиків і технічного складу групи № 3 подано де Голлю, який підписав остаточний наказ про формування винищувальної авіагрупи № 3 «Нормандія». Точна дата наказу невідома, але вперше в засобах масової інформації відомості про ескадрилью «Нормандія» з'явилися 15 вересня 1942 року.
Перша група добровольців складалася з 15 льотчиків, 39 механіків і 4 офіцерів штабу.

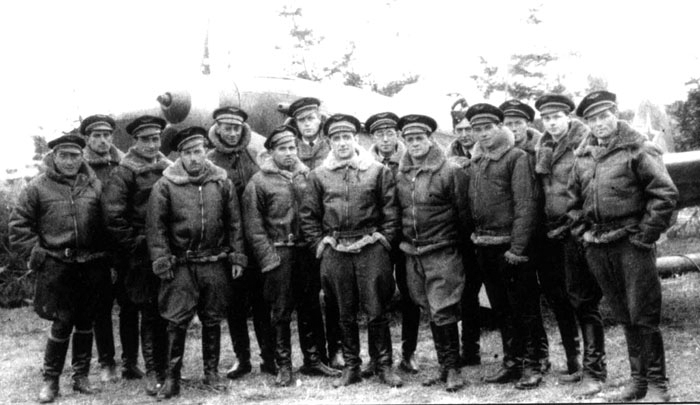
Льотчики ескадрильї «Нормандія». СРСР. 1943 рік

Особовий склад авіагрупи почав збиратися на авіабазі Раяк 11 червня. Це були льотчики Жан Тюлян, Ноель Кастелен, Раймон Дервіль, Андре Познанскі, Альбер Преціозі й Альбер Літольф з авіагрупи «Ельзас», що базувалася в Лівії, за що вони надалі отримали прізвисько «лівійці». 1 жовтня, після довгого і складного шляху з Лондона, до них приєдналися «англійці» — французькі льотчики Британських ВПС: Жозеф Ріссо, Ів Має, Дідьє Бегін, Марсель Лефевр, Ів Бізьєн, Ролан де ля Пуап, а також два льотчики авіагрупи «Іль де Франс» Марсель Альбер і Альбер Дюран.
Офіцери штабу: перекладачі Михайло (Мішель) Шик, Жан де Панж, Олександр Стахович. Лікар Георгій (Жорж) Лебединський. Групою авіаційних механіків командували лейтенанти Мішель Алекс і Луї Дюпре.
Командиром авіагрупи був призначений майор Жозеф Пулікен, заступником командира групи — капітан Альбер Літольф.
Після тривалих переговорів Мірлеса з полковником Левандовичем (визначалися формула взаємодії, місце дислокації авіагрупи, організація фінансування і постачання; радянське командування погодилося з тим, що французька авіагрупа буде самостійною бойовою одиницею, підпорядкованою Французькому національному комітету визволення), 12 листопада 1942 року «Нормандія» залишила авіабазу Раяк і через Ірак та Іран попрямувала до Радянського Союзу.
25 листопада підписано остаточну угоду між командуванням ВПС Червоної армії й військовою місією «Франції, що бореться» про участь французької ескадрильї в бойових діях на радянському фронті. Угода мала гриф «таємно», містила 14 пунктів і була складена у двох примірниках, обидва російською мовою. Французькою вона ніколи не публікувалася.
28 листопада 1942 року перша група пілотів авіагрупи № 3 «Нормандія» на трьох радянських пасажирських літаках Лі-2 вилетіла з Тегерана в Баку. 29 і 30 листопада літаки прибули до міста Іваново (250 км на північний схід від Москви) — місце формування підрозділу.

#### Ескадрилья «Нормандія»
4 грудня 1942 року наказом командувача ВПС генерала армії Новикова група «Нормандія» була включена до складу радянської авіації як винищувальна авіаескадрилья. Згідно з третім пунктом даного наказу, ескадрилья «Нормандія» озброювалася літаками Як-1. Ескадрилью введено до складу 6-ї запасної авіабригади під командуванням полковника Шумова. Командування бригади залучило до складу ескадрильї ще 17 радянських механіків. Тренувальні польоти здійснювалися на літаках Ут-2 (техніка пілотування), навчально-тренувальних винищувачах Як-7 (спарка) і бойових Як-1. Щоб пройти курс навчання, треба було здійснити сорок польотів з інструктором і п'ятнадцять самостійно.
22 березня 1943 року, закінчивши перепідготовку з освоєння Як-1, група, що отримала назву «Ескадрилья „Нормандія“», вилетіла на Західний фронт. Ескадрилья прибула на аеродром базування Муковнине біля міста Полотняний Завод Калузької області, де базувалися радянські бомбардувальники Пе-2 і була передана в оперативне підпорядкування 204-ї бомбардувальної дивізії 1-ї повітряної армії.

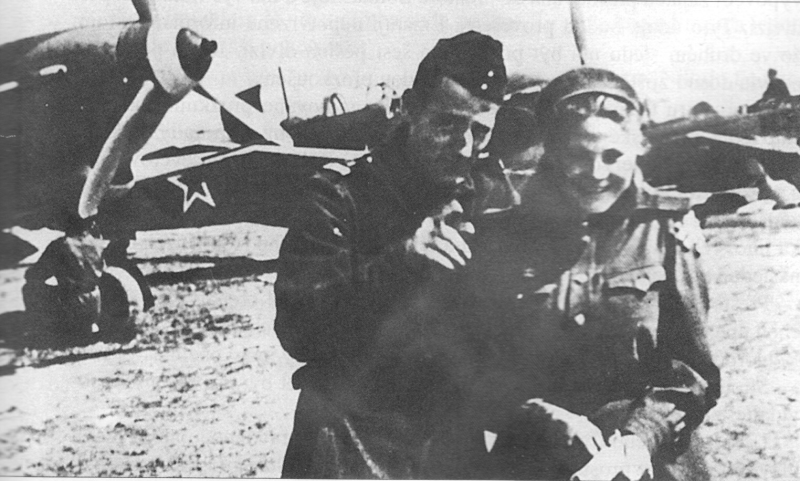
1943 рік. Лейтенант Бруно де Тьєрі де Фальтан. Загинув 30 червня 1944 року.

4 квітня вперше була піднята в повітря по тривозі пара Дервіль — Дюран на пошуки літака розвідника. 5 квітня льотчики ескадрильї стали до першого бою й знищили два перші літаки противника: під час супроводу літака-розвідника над Єльнею він був атакований парою Фокке-Вульфів, що не помітили винищувачів супроводу, які йшли набагато вище — два пілоти ескадрильї Альбер Преціозі й Альбер Дюран відкрили рахунок збитим літакам. 13 квітня — перші втрати: в повітряному бою загинули Ів Бізьєн, Раймон Дервіль і Андре Познанскі.
16 квітня «Нормандія» була перебазована на аеродром Мосальськ-Василівське, де включена як 4-та авіаескадрилья до складу 18-го гвардійського винищувального авіаполку 303-ї авіадивізії (303 вад). Одним з підрозділів 303 вад була ескадрилья «Латиський стрілець» на літаках якої були нанесені білі блискавки. Згодом ці стріли стали символом 303-ї авіадивізії й назавжди — символом «Нормандії-Німану».
9 червня 1943 року в ескадрилью з Шотландії прибула друга група льотчиків. Після нетривалої підготовки вони включилися в бої за Орел. Вісім з дванадцяти льотчиків поповнення загинули протягом трьох місяців боїв.

#### Авіаполк «Франція, що бореться»
Червневе поповнення дозволило розділити «Нормандію» на дві ескадрильї. Командиром першої став майор П'єр Пуяд, який прибув у СРСР 9 червня, другої — капітан Літольф. Група отримала ще дванадцять винищувачів Як-9, тим самим в строю стало 22 літаки.
Директивою Головного штабу ВПС Червоної армії № 1513619 від 5 липня 1943 року ескадрилья «Нормандія» переформована у 1-й окремий винищувальний авіаційний полк «Франція, що бореться» під командуванням Жана Тюляна. Тоді ж авіагрупа була згадана в наказі радянського командування: Жан Тюлян і Альбер Літольф були нагороджені орденами Вітчизняної війни 1-го ступеня, Альбер Дюран, Марсель Лефевр і старший технік Луї Дюпре — орденами Вітчизняної війни 2-го ступеня.
17 липня — трагічний день для «Нормандії» — з бойового польоту не повернувся командир полку Жан Тюлян. Командування полком «Нормандія» прийняв П'єр Пуяд.

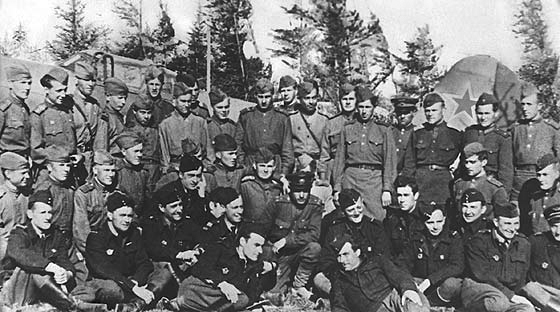
Льотчики авіаполку «Нормандія» з бойовими товаришами. 1943 рік

У ході реорганізації полку було ухвалене рішення замінити французький технічний персонал радянськими механіками. На цей час літаки обслуговували 40 французьких авіатехніків і близько 100 радянських авіаційних фахівців. Заміна дозволила подолати мовний бар'єр, а при потребі — збільшити кількість техперсоналу до необхідної. 30 серпня в полк прибула третя група поповнення — ще дев'ять льотчиків.
За період з 1 квітня по 4 вересня 1943 року льотчики «Нормандії» здобули 75 безумовних і 4 можливі перемоги, а також знищили на землі 14 літаків противника. За цей час ескадрилья втратила 17 пілотів — половину свого особового складу.
Восени 1943-го «Нормандія» брала участь у наступі на Єльню і Смоленськ. До листопада полк збив ще 12 німецьких літаків, але і в строю залишилося тільки дев'ять льотчиків. На початку листопада залишки «Нормандії» були направлені з фронту в Тулу на переформування. 4 листопада в полк прибув декрет де Голля від 11 жовтня про нагородження полку французьким орденом Звільнення. «Нормандія» стала першою військовою частиною, яка отримала цю нагороду. Загальним наказом командувача ВПС Франції № 25 чотирнадцять льотчиків «Нормандії» були відзначені подяками і нагороджені Воєнними Хрестами. Чотири радянських офіцери, три техніки і зв'язківець, капітан Агавельян, лейтенанти Кунін, Даниленко і Шилінг були нагороджені Військовими Хрестами із золотою зіркою. Перекладачі полку Михайло Шик і Олександр Стахович, а також доктор Георгій Лебединський були нагороджені Військовими хрестами з бронзовою зіркою. Лейтенант Дідьє Бегін отримав звання капітана, Марсель Альбер і Марсель Лефевр — лейтенантів, аспіранти Ріссо, Матіс і Шик — молодших лейтенантів.

#### Друге формування. R.C. «Нормандія»

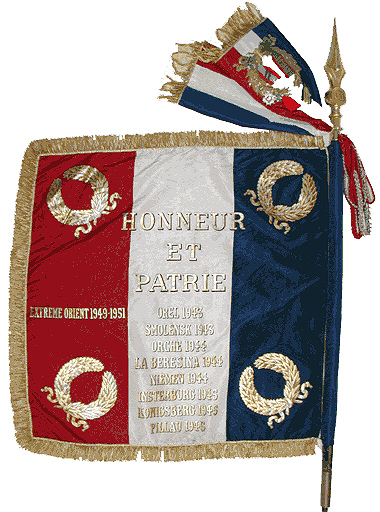
Бойовий Прапор «Нормандії-Німану» (1943–1953 рр.)

Наказом командувача ВПС Франції № 7152 від 29 грудня 1943 року з 1 січня 1944 року група «Нормандія» була реорганізована у винищувальний полк «Нормандія» у складі чотирьох ескадрилей. Одночасно, наприкінці грудня 1943 — початку січня 1944 року з Алжиру в полк прибуло нове поповнення — 21 льотчик, а в лютому — ще 14 пілотів, у тому числі майор Луї Дельфіно, який в травні став командиром полку. Наприкінці березні — початку квітня прибуло п'яте поповнення — 17 льотчиків. До літа 1944 року, отримавши чергове поповнення і переозброївшись на нові Як-9Т, полк мав у своєму складі вже 58 пілотів і 55 літаків, що за кількісним складом по радянським військовим міркам відповідало майже двом винищувальним авіаполкам.
У травні 1944 року були сформовані:
- 1-ша ескадрилья «Руан» під командуванням лейтенанта Марселя Альбера;
- 2-га ескадрилья «Гавр» під командуванням лейтенанта Іва Мур'є;
- 3-тя ескадрилья «Шербур» під командуванням лейтенанта Марселя Лефевра;
- 4-та ескадрилья «Кан» під командуванням капітана Рене Шалля.

25 травня 1944 року авіаполк «Нормандія» під командуванням майора Пуяда, маючи на озброєнні 51 винищувач Як-9, 2 навчальних літаки Як-7, один транспортний Як-6 і один літак зв'язку У-2, вилетів на фронт. Аеродром базування — Дубровка під Смоленськом. 23 червня розпочалася операція «Багратіон». За один день 26 червня «Нормандія» здійснила 73 бойових вильоти, збивши 8 літаків противника і втративши одного пілота. 29 липня полк перебазувався в Литву на аеродром Алітус. А в серпні на озброєння полку надійшли винищувачі Як-3.
28 листопада 1944 року наказом № 0384 «за активну участь у звільненні Литовської РСР від німецько-фашистських загарбників та у форсуванні річки Німан» наказом Народного комісара оборони СРСР Йосипа Сталіна 1-му окремому винищувальному авіаційному полку Франції, що бореться «Нормандія» присвоєно почесне найменування «Німанський». Полк став іменуватися «Нормандія-Німан».
9 грудня 1944 року у Москві, в приміщенні французької військової місії, голова Тимчасового уряду Франції Шарль де Голль вручив льотчикам «Нормандії-Німану» державні нагороди: полк «Нормандія-Німан» і чотири пілоти — Марсель Альбер, Ролан де ля Пуап, Жозеф Ріссо та П'єр Пуяд були нагороджені вищою нагородою Франції орденом Звільнення. Багато інших, у тому числі п'ятнадцять радянських офіцерів, отримали Воєнні Хрести і Офіцерські хрести Почесного Легіону. Найвизначнішою подією стало перше в історії присвоєння вищої радянської нагороди — звання Героя Радянського Союзу іноземним громадянам — командиру ескадрильї «Руан» лейтенанту Марселю Альберу і командиру ескадрильї «Гавр» лейтенанту Роллану де ля Пуапу.
Останні бої Другої світової війни полк «Нормандія-Німан» провів у небі Східної Пруссії. 27 березня 1945 року полк втратив останнього збитого в небі пілота, Моріса Шалля. А 12 квітня аспірант Жорж Анрі збив німецького аса капітана Гюнтера Шака з 51-ї винищувальної ескадри «Мельдерс», на рахунку якого значилося 174 збитих літаки союзників. Це був останній літак, збитий «Нормандією» на радянсько-німецькому фронті.

#### Підсумки
Усього до кінця війни на радянсько-німецькому фронті 96 льотчиків полку здійснили понад 5 240 вильотів, провели 869 повітряних боїв, збили 268 літаків противника (за даними штабних архівів 303 вад, або 273 за даними французької інспекції ВПС) і пошкодили 80 літаків противника.
За час бойових дій полк втратив 42 пілоти (34 загинули, 8 зникли безвісти): 35 в повітряних боях, 7 — при виконанні службових обов'язків. Чотирьом пощастило повернутися з полону. Дев'ять льотчиків отримали важкі поранення. З тих п'ятнадцяти, що прибули в першій групі, в живих залишилося тільки троє — Марсель Альбер, Ролан де ля Пуап і Жозеф Ріссо.

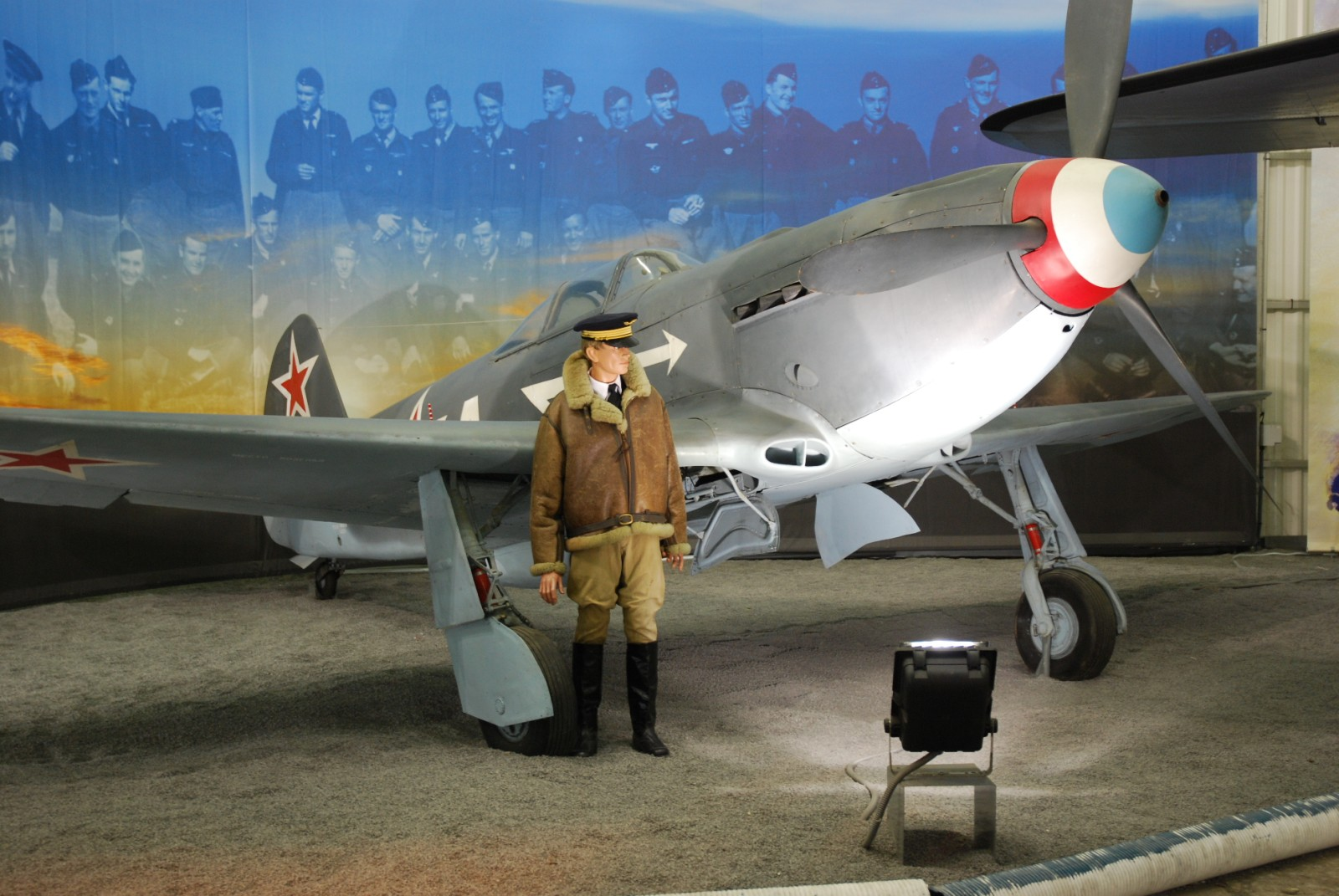
Експозиція «Нормандія-Німан» в Паризькому музеї авіації та космонавтики

Радянський уряд нагородив полк орденами Червоного Прапора й Олександра Невського. Радянськими орденами й медалями були нагороджені 83 французьких льотчики. Четверо з них — Марсель Альбер (27.11.1944), Ролан де ля Пуап (27.11.1944), Марсель Лефевр (04.06.1945, посмертно) та Жак Андре (04.06.1945, посмертно) були удостоєні звання Героя Радянського Союзу.
Після закінчення бойових дій на радянсько-німецькому фронті, 1 червня 1945 року генерал де Голль ухвалив рішення про повернення льотчиків «Нормандії-Німану» на батьківщину. 5 червня пілотам оголосили про рішення Верховного Головнокомандувача Червоної армії про відправлення полку «Нормандія-Німан» до Франції на своїх бойових літаках. Літаки передавалися радянською стороною як подарунок.
15 червня «Нормандія-Німан» у повному складі на 42 бойових і двох командних літаках Як-3 злетіла з аеродрому Ельбінг і взяли курс на Францію за маршрутом Ельбінг — Познань — Прага — Штутгарт — Сен-Дізьє — Париж. 20 червня 1945 року полк приземлився на аеродромі Ле Бурже. Оскільки полк обслуговувався радянськими механіками, то вони теж були змушені вирушити за полком у Францію, де деякі продовжували службу до початку 1946 року. Крім того, з ними прибуло 24 інструктори, 6 електриків, 6 радіотехніків і 6 механіків. Усі радянські механіки були нагороджені французькими орденами Воєнного Хреста.
14 липня 1945 року в день національного свята Франції — Дня взяття Бастилії — авіаполк «Нормандія-Німан» провів повітряний парад над Єлисейськими Полями.

### Повоєнна історія полку

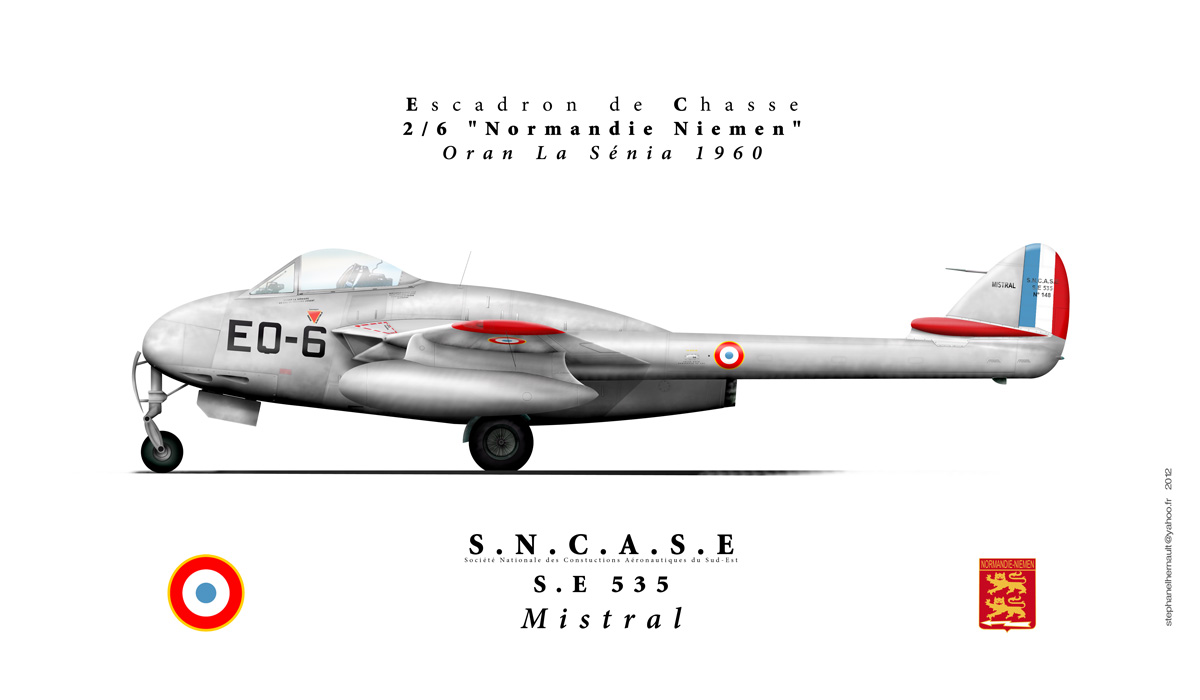
SE-535 «Містраль» ескадрильї «Нормандія-Німан». На озброєнні з 1960 року.

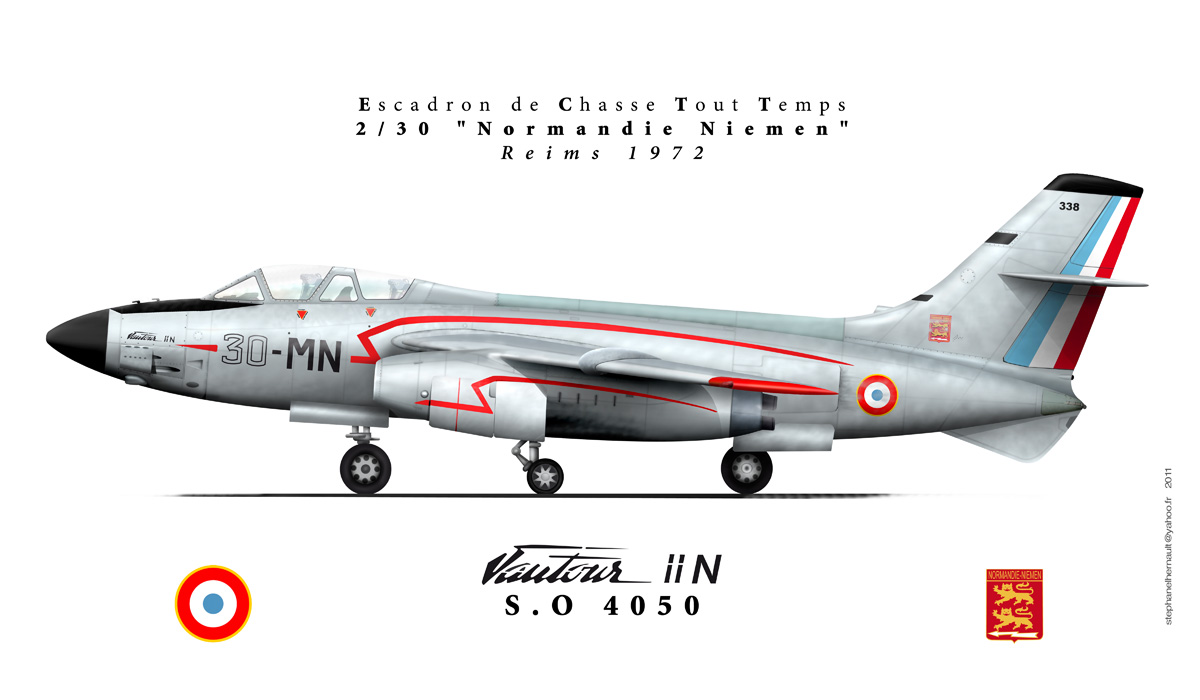
SO.4050 «Вотур» ескадрильї «Нормандія-Німан». На озброєнні з 1972 року.

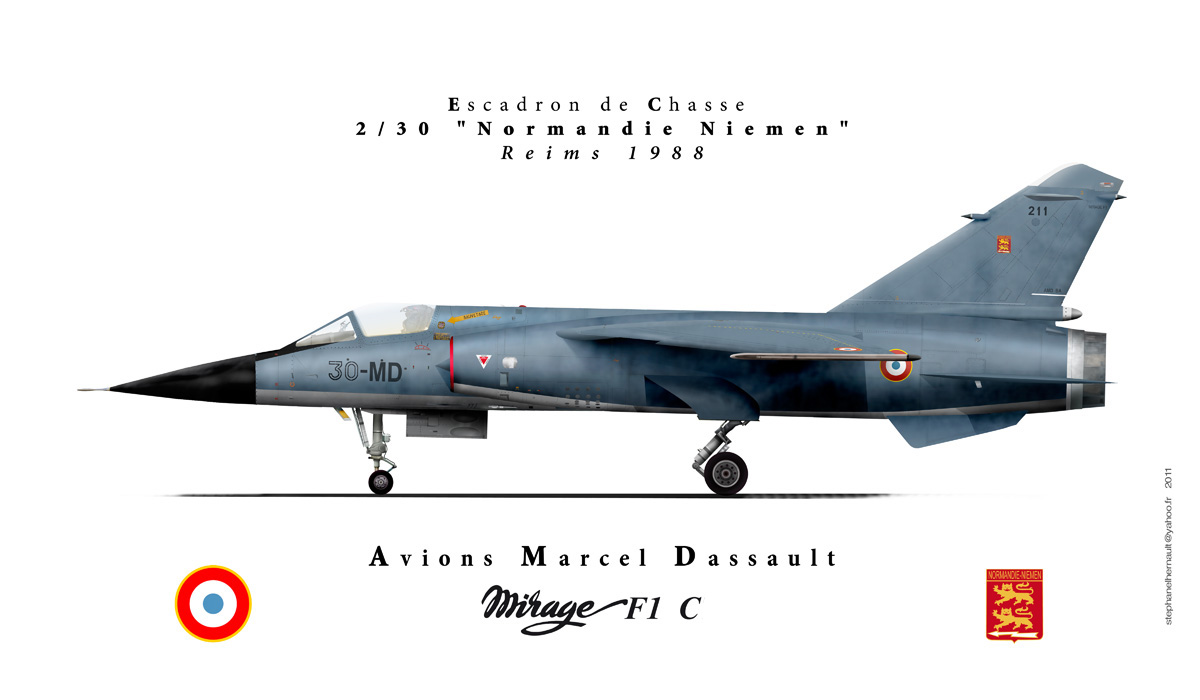
«Міраж» F1C ескадрильї «Нормандія-Німан». На озброєнні з 1988 року.

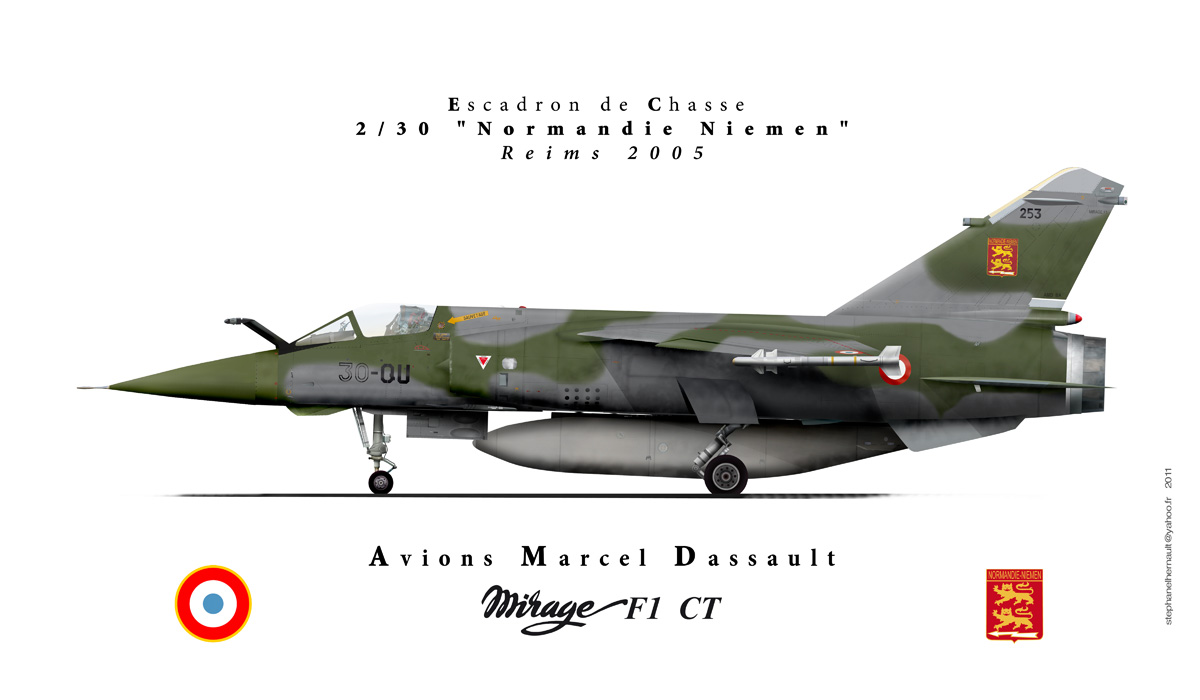
«Міраж» F1CT ескадрильї «Нормандія-Німан». На озброєнні з 2005 року.

Після повернення до Франції полк 3/5 «Нормандія-Німан» на літаках Як-3 базувався на авіабазі Ле Бурже. «Нормандія» була переформована в авіаполк ППО двоескадрильного складу по 16 Як-3 в кожній і 20 вересня 1945 року включена в структуру округу протиповітряної оборони Парижа та повернулася до бойової служби. З листопада 1945 року на озброєння полку почали надходити нові літаки — «Спітфайри», NC-900 (FW-190 французького складання) і навіть «Моран-Соліньє» MS-500.
У січні 1946 року полк був переформований у триескадрильний і перебазований з Ле Бурже, який став головним пасажирським аеропортом Парижа, на аеродром Туссю-ле-Нобль. На базі «Нормандії» була сформована нова авіагрупа № 6, яка несла службу у французькій зоні окупації Німеччини. До квітня 1946 року на ходу залишалося 35 Як-3.
З січня 1947 року «Нормандія-Німан» став озброюватися британськими винищувачами-бомбардувальниками «Москіто» FB VI. У квітні того ж року полк було перебазовано у Марокко, на авіабази Рабат і Сале. Ті радянські Як-3, що залишилися на ходу, були зняті з озброєння і передані до авіаційного училища у Турі, де останні з них використовувалися ще на початку 50-х років для тренувань курсантів, а кілька літаків ще певний час продовжували використовуватися «Нормандією» в Марокко як зв'язкові.
Восени 1947 року полк отримав на озброєння американські літаки Р-39 «Аерокобра». На них, а також на P-63 «Кінгскобра» отриманих у 1949 році, полк літав до 1951 року.
29 жовтня 1949 року полк «Нормандія-Німан» був перекинутий в Сайгон (В'єтнам), де протягом двох років брав участь у В'єтнамській війні. Здійснив 4977 бойових вильотів (6900 льотних годин). За бойові дії у В'єтнамі в 1953 році полк був нагороджений Воєнним Хрестом іноземних театрів воєнних дій і почесним прапором Французької Республіки.
У травні 1951-го полк виведений із зони бойових дій на французькі авіабази Авор і Мон-де-Марсан, звідки направлений до Алжиру на авіабазу Оран. Брав участь у Алжирській війні. Здійснив 1809 бойових вильотів (3882 льотні години). Літав на літаках F-6F «Геллкет» і P-47 «Тандерболт». З початком ери реактивної авіації у грудні 1951 року полк отримав на озброєння перші реактивні SE-535 «Містраль» (французька версія британського De Havilland Vampire) і «Глостер Метеори» модифікацій NF VII і XI.
1953 року полк був поділений на дві частини, одна з яких отримала назву 2/6 ескадрилья «Нормандія-Німан» (тобто 2-га ескадрилья 6-го авіакрила). Після розформування 6-го авіакрила «Нормандію-Німан» включено до складу 30-го винищувального авіаполку (2/30 «Нормандія-Німан»).
Ескадрилья повернулася у Францію на авіабазу Оранж 13 березня 1962 року, а в червні 1966 року була перебазована на авіабазу BA112 в Реймсі, де і дислокувалася майже тридцять наступних років. На озброєнні частини стояли винищувачі SO-4050 Vautour, а пізніше — Mirage F1 модифікацій F1C і F1CT. Ескадрилья неодноразово брала участь у багатонаціональних навчаннях ОЗС НАТО, залучалася до проведення миротворчих операцій. Зокрема брала участь у наступних операціях:
- 1994 рік — операція «Бірюза» Збройних сил Франції з підтримки миру в Руанді;
- 1994 рік — операція НАТО в Боснії та Герцеговині з утримання зон заборони польотів;
- 1999 рік — операція НАТО «Союзна сила» в Союзній Республіці Югославія;
- 2002 рік — операція «Лікорн» Збройних сил Франції з підтримки миру в Кот-д'Івуарі;
- 2006 рік — операція «Еперв'є» Збройних сил Франції в Чаді, участь в місії EUFOR Tchad/RCA (Чад, Судан, ЦАР).

1 липня 1995 року ескадрилья знову була перейменована на 2/30 «Нормандія-Німан». Базувалася на авіабазі BA132 Кольмар-Меєнайм (з 1993). 3 липня 2009-го — переведена в «сплячий режим» (фр. mis en sommeil). Частина літаків і пілотів ескадрильї були включені до складу авіабази «Командант Марен ла Меле» (Реймс, Шампань). Туди ж передано Бойовий прапор «Нормандії».
2011 року ухвалено рішення відновити полк «Нормандія-Німан». Відновлений Régiment de chasse RC 2/30 Normandie-Niemen, що має унікальний для сучасних французьких ВПС статус «винищувального полку», фактично є стройовою ескадрильєю. RC 2/30 стала третьою стройової ескадрильєю ВПС Франції на літаках «Рафаль» після ескадрилей EC 1/7 «Прованс» (сформована в липні 2006 року на авіабазі Сен-Дізьє) і EC 1/91 «Гасконь» (сформована в березні 2009 року також на Сен-Дізьє). Перший «Рафаль» F3 кольорів «Нормандії» приземлився на авіабазу BA118 Мон-де-Марсан 25 серпня 2011 року. 1 вересня того ж року «Нормандію-Німан» у складі трьох ескадрилей SPA91, SPA93 і SPA97 (ескадрильї «Нормандії» за структурою ВПС Франції відповідають авіаланкам) введено до складу чергових сил.
14 вересня 2012 року авіаполк «Нормандія-Німан» офіційно відзначив своє 70-річчя.

## Двійник «Нормандії-Німану»— 18-й гвардійський авіаполк
В Росії у 1995 році з'явився двійник прославленого французького полку — почесне найменування «Нормандія-Німан» було присвоєне «на честь 50-річчя Перемоги у Великій Вітчизняній війні» 18-му гвардійському Вітебському двічі Червонопрапорному ордена Суворова другого ступеня штурмовому авіаполку (18 гвап), дислокованому у Приморському краї на аеродромі Галенки.

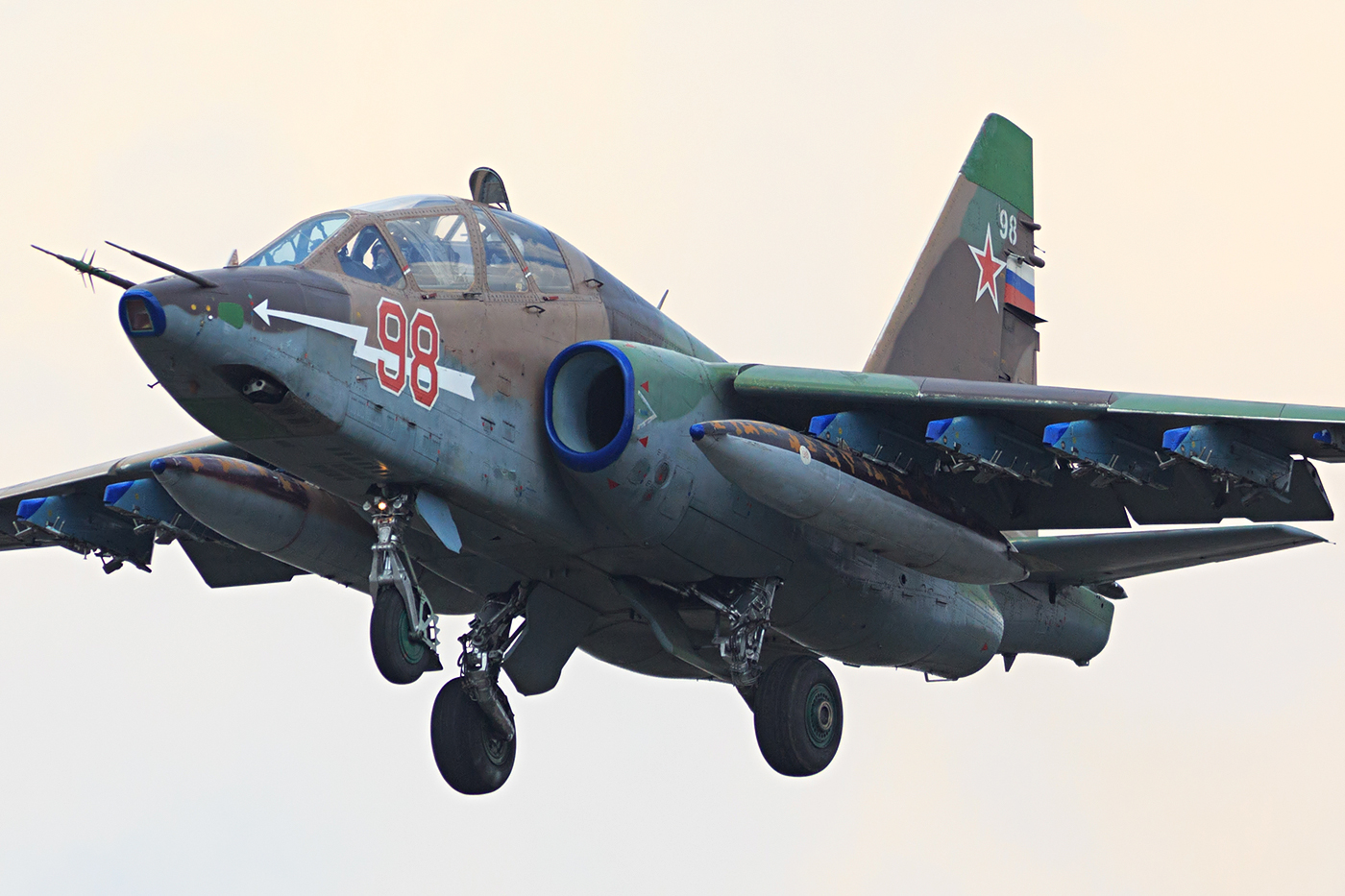
Російський Су-25 з емблемою французького авіаполку на фюзеляжі.

18-й гвардійський винищувальний авіаполк (до 7 березня 1942 року — 6-й винищувальний авіаполк) був сформований на Далекому Сході у 1938 році. У боях німецько-радянської війни з 20 липня 1941 року. З квітня до червня 1943 року французька авіаескадрилья «Нормандія» радянським командуванням була включена до складу 18-го гвап як 4-та авіаескадрилья. Після формування на базі «Нормандії» авіаполку, 18-й гвардійський авіаполк і полк французьких льотчиків разом входили до складу 303-ї винищувальної авіадивізії.
За період Другої світової війни 18 гвап виконав 12638 бойових вильотів і знищив 427 літаків противника. Після війни шляхи двох винищувальних полків розійшлися — 18-й гвардійський винищувальний авіаполк брав участь в Корейській війні.
18 вересня 1992 року в Реймс відбулося святкування 50-річчя авіаескадрильї 2/30 «Нормандія-Німан», на яке були запрошені ветерани «Нормандії» з країн колишнього СРСР. В урочистостях взяли участь міністр оборони й командувач ВПС РФ, а також пілотажна група «Російські витязі». Після повернення в Москву Павло Грачов запропонував один з авіаполків назвати «Нормандія-Німан» на знак російсько-французької дружби. Як претендента було обрано 18-й гвардійський штурмовий авіаполк. У відповідь у 2006 році уряд Франції «за мужність і героїзм, проявлені в роки Другої світової війни, збереження традицій і дбайливе ставлення до пам'яті фронтової дружби» нагородив 18 гшап державною нагородою Франції — Хрестом ордену Почесного легіону.
У списки особового складу 1-ї ескадрильї 18-го гвардійського авіаполку навічно внесений громадянин Франції, льотчик ескадрильї «Нормандія-Німан» Марсель Лефевр.
18-й гвардійський, Вітебський, двічі Червонопрапорний орденів Суворова другого ступеня і Почесного легіону авіаційний полк «Нормандія-Німан» розформований 19 листопада 2009 року.
18-й авіаполк був заново сформований в складі 303-ї змішаної авіаційної дивізії 1 грудня 2013 року на аеродромі Чернігівка і пізніше використаний у війні проти України.

## Пошанування пам'яті
- У 1958 році поет Євген Долматовський і композитор Марк Фрадкін створили пісню «Спогад про ескадрилью „Нормандія-Німан“». Першим виконавцем став Марк Бернес[20].
- У 1960 році знято радянсько-французький фільм «Нормандія — Німан»[21].
- 10 жовтня 2007 року в Москві, в Краснокурсантському сквері, відкрито пам'ятник пілотам «Нормандії-Німану». Скульптор — Андрій Ковальчук[22].
- Пам'ятник льотчикам встановлено на місці останніх боїв полку під час Другої світової війни — в Калінінграді[23].
- 28 липня 2009 року встановлено пам'ятник-стелу в селищі Полотняний Завод Калузької області[24].
- В Орлі на честь цього авіаполку названо вулицю, на якій є військово-історичний музей.
- В Іванові на честь цього авіаполку названо вулицю, що веде до аеродрому, де полк був сформований і якийсь час базувався.
- На честь цього авіаполку названо вулиці в Тулі, Смоленську та Борисові.
- У селі Хотенки, що біля Козельська, є стела бойової дружби радянських і французьких льотчиків[25].
- У вересні 2006 року в Ле-Бурже відкрито меморіал пілотам полку «Нормандія-Німан»[26].
- Музеї полку «Нормандія-Німан» є в Ле-Бурже[27], у середній школі № 29 міста Іваново[28], у гімназії міста Фрязіно[29] та в середній школі № 9 міста Борисов[30].

## Цікаві факти
- В часи Другої світової війни у французів служити в полку «Нормандія-Німан» було престижно. Це пояснюється тим, що, узгоджуючи співвідношення французьких і радянських військових звань, Альбер Мірлес пішов на невеличку хитрість: оскільки у радянській армії усі пілоти мали офіцерський статус, то, для відповідності статусу, французам, які не мали офіцерських звань і були відряджені до СРСР, тимчасово присвоювалися звання аспірантів, яке у французькій армії відповідає кандидату в офіцери. У Червоній армії звання «аспірант» не було, а у французькій армії не було звання «старший лейтенант». Тому аспірантів французької армії прирівняли до молодших лейтенантів Червоної армії, молодших лейтенантів — до лейтенантів, а лейтенантів — до старших лейтенантів. Від капітана і вище військові звання офіцерів «Нормандії» відповідали радянським званням. Таким чином, французькі льотчики, які стали пілотами після закінчення льотних курсів і мали звання від капрала до старшого сержанта, потрапивши до «Нормандії-Німану», автоматично ставали офіцерами. Твердження, що французьким льотчикам в Червоній армії присвоювалося звання на ступінь вище, не відповідає дійсності[1].
- Командир ескадрильї «Руан» лейтенант Марсель Альбер і командир ескадрильї «Гавр» лейтенант Ролан де ля Пуап стали першими іноземцями, яким були вручені вищі радянські нагороди. Указом Президії Верховної Ради СРСР від 27 листопада 1944 року вони були удостоєні звання Героїв Радянського Союзу з врученням орденів Леніна і медалей Золота Зірка[1]. Цікава ще одна подробиця. 16 квітня 1943 року льотчики «Нормандії» стали радянськими гвардійцями — цього дня ескадрилья була включена до складу 18-го гвардійського винищувального авіаполку й автоматично її військовослужбовці отримали гвардійський статус. У складі полку ескадрилья перебувала до 5 липня 1943-го. Таким чином, усі бійці «Нормандії-Німану», що служили в ній у цей період, — гвардійці.
- «Нормандія-Німан» була не єдиною французькою авіаційною частиною, сформованою у СРСР. У 1944 році у Тулі розпочалося формування авіадивізії «Франція», яке у цілому було завершене в червні 1945 року, вже після капітуляції Німеччини[1]. Відповідно, участі в бойових діях дивізія не брала. Разом з дивізією планувалося сформувати командування та інспекцію французьких ВПС у СРСР. Одним із членів інспекції мав стати відомий письменник і авіатор Антуан де Сент-Екзюпері[31].
- Авіатори полку не залишилися осторонь морального засудження агресії Російської Федерації проти України. У травні 2014 року, в рамках місії НАТО з посилення захисту східних партнерів, до Польщі здійснили переліт чотири винищувачі «Рафаль» ВПС Франції, три з яких — зі складу полку «Нормандія-Німан». При цьому «щити» — традиційні емблеми підрозділу на кілях літаків виявилися зафарбованими. Хоча особи у ВПС Франції ніяк не коментують даний факт, експерти такий демарш розцінюють як «свого роду антиросійську демонстрацію»[32].

### Російською мовою
- Франсуа де Жоффр. Нормандия-Неман: Воспоминания пилота = de Geoffre F. Normandie-Niemen. Souvenirs d’un pilot. — Paris: Editions Andre Bonne, 1952 / Пер. с франц. Г. П. Загревского. — Изд. 2-е. — М. : Воениздат, 1982. — 99 с.
- Лукашин В. И. Против общего врага. — 2-е изд., перераб. и доп. — М. : Воениздат, 1976. — 192 с.
- Дыбов С. В. «Нормандия-Неман». Подлинная история легендарного авиаполка. — М. : Эксмо, 2011. — 320 с.
- Яковлев А. С. Цель жизни (записки авиаконструктора). — 2 изд, доп. — М. : Издательство политической литературы, 1969. — 623 с.

### Французькою мовою
- Ів Кур'єр. Нормандія-Німан. Час війни = Yves Courrière, Normandie Niémen. Un temps pour la guerre. — Paris : Presses de la Cité, 1979. — 414 с. — ISBN 2-258-00590-6.
- Ролан де ля Пуап. Епопея «Нормандії-Німану» = Roland de la Poype, L'épopée du Normandie-Niémen. — Paris : Perrin, 2011. — 268 с. — ISBN 978-2-262-03647-8.

### Англійською мовою
- Джон Кларк. Французькі соколи, радянські герої: ескадрилья «Нормандія-Німан» на Східному фронті = John D. Clark, French Eagles, Soviet Heroes: The Normandie-Niemen Squadrons on the Eastern Front. — Sutton : The History Press, 2005. — 288 с. — ISBN 0-7509-4074-3.